# NGC 1502
NGC 1502 is een open sterrenhoop in het sterrenbeeld Giraffe. Het hemelobject werd op 3 november 1787 ontdekt door de Duits-Britse astronoom William Herschel. NGC 1502 bevat de veranderlijke ster SZ Camelopardalis.

## Kemble's sterrenrij
Noordelijk-voorafgaand aan NGC 1502 is de sterrenrij van Kemble (Kemble's Cascade, of Kemble's Cascade Star Chain) te vinden. Dit is een vrij gemakkelijk waar te nemen asterisme, in 1980 ontdekt door de amateur astronoom Lucian Kemble (1922-1999).

## Synoniemen
- OCL 383
- Collinder 45